# Biagio Antonacci
Biagio Antonacci (Milánó, 1963. november 9. –) olasz énekes és dalszerző.

## Élete
Milánó egyik külvárosában (Rozzano) született és nőtt fel, gyermekkorában dobolni tanult.
1988-ban részt vett a 38. Sanremói Dalfesztiválon a Voglio vivere in un attimo című dalával. Egy évvel később megkötötte első szerződését, és megjelent bemutatkozó albuma, melynek címe Sono cose che capitano. 1991-ben már kiadta második albumát is, azonban a várt siker még elmaradt. Tudatában volt annak, hogy ha a harmadik lemeze nem fog megfelelni a kiadó elvárásainak, akkor a zenei pályafutása veszélybe kerülhet. 1992-ben Liberatemi címmel megjelent egy kislemeze, mellyel a Festivalbar koncertsorozat keretein belül körbeutazta Olaszországot, és amely végül meghozta számára az elismerést. 2005-ben az előző év novemberében kiadott Convivendo album milliós példányszámban való elkelése miatt Hollywoodban megkapta a legtöbb lemezt eladott olasz előadó díját.
Házas, két fia van Marianna Moranditól, aki egyben Gianni Morandi , olasz színész-énekes lánya. Pályája eddigi csaknem 20 éve alatt 12 albumot adott ki és 2 koncert DVD-t, nevét pedig egy dal is őrzi, melynek címe Vorrei cantare come Biagio Antonacci, és amit Simone Cristicchi énekel. Készített duettet Laura Pausinivel és Tiziano Ferróval is.

## Albumok
- Sono cose che capitano – 1989
- Adagio Biagio – 1991
- Liberatemi – 1993
- Biagio Antonacci (album) – 1994
- Il mucchio – 1996
- Mi fai stare bene – 1998
- Tra le mie canzoni – 2000
- 9 novembre 2001 – 2001
- Convivendo Parte I – 2004
- Convivendo Parte II – 2005
- Vicky Love – 2007
- Inaspettata – 2010

## DVD-k
- Live in Palermo – 2000 (1999. július 10-i koncertje)
- ConVivo – 2005 (2005. áprilisi koncertje a Forum di Assagón)

## Fordítás
- Ez a szócikk részben vagy egészben  a   Biagio Antonacci című angol Wikipédia-szócikk fordításán alapul.  Az eredeti cikk szerkesztőit annak laptörténete sorolja fel. Ez a jelzés csupán a megfogalmazás eredetét és a szerzői jogokat jelzi, nem szolgál a cikkben szereplő információk forrásmegjelöléseként.